# Stygobromus coloradensis
Stygobromus coloradensis är en kräftdjursart som beskrevs av Ward 1977. Stygobromus coloradensis ingår i släktet Stygobromus och familjen Crangonyctidae. Inga underarter finns listade i Catalogue of Life.